# Klas Eklund
Klas Eklund, född 16 juli 1952 i Uppsala, är en svensk ekonom och författare.

## Utbildning
År 1971–1972 gjorde Eklund värnplikten vid Tolkskolan.. Han är utbildad civilekonom och ekonomie licentiat vid Handelshögskolan i Stockholm samt har tagit filosofie kandidatexamen i ekonomisk historia, ryska och kulturgeografi vid Stockholms universitet. Hans licentiatavhandling handlade om långsiktiga omvandlings- och utvecklingsproblem i svensk ekonomi.

## Biografi

### Politisk verksamhet
Eklund började sin politiska bana i den yttersta vänstern. Hans första bok, skriven tillsammans med Per Reichard, var ett inlägg i debatten om Sovjetunionens karaktär: Är Sovjetunionen kapitalistiskt? Utkast till en marxistisk analys. 1978 blev Eklund medlem i Socialdemokraterna. Han var lokalt aktiv i Stockholms arbetarekommun, och innehade under en period olika politiska tjänster i Regeringskansliet. I den allmänna debatten var han känd som en i "kanslihushögern". Eklund lämnade Socialdemokraterna 2003 och har sedan dess varit betecknat sig som partilös.

### Uppdrag i Sverige
Han var sakkunnig i Finansdepartementet 1982–1984 och 1989–1990 samt i Statsrådsberedningen 1984–1987, planeringschef i Finansdepartementet 1987–1988, sekreterare i Socialdemokraternas 90-talsgrupp 1988–1989, ordförande för produktivitetsdelegationen 1990–1991 och chefsekonom vid Postverket 1992–1994. Åren 1994–2007 var han SEB:s chefsekonom, 2007-2015 var han Senior Economist på samma bank, och 2016-17 var han SEB:s hållbarhetsekonom. 2018-2023 var Klas Eklund Senior Economist vid advokatbyrån Mannheimer Swartling. Sedan 2024 är han Chief Strategist på Dahlgren Capital.
Vid sidan av dessa anställningar har Eklund haft en rad andra poster, såsom ledamot av Riksbanksfullmäktige, ledamot av tredje AP-fondens styrelse, ordförande för ESO, Expertgruppen för studier i offentlig ekonomi. 2009 utnämndes han till adjungerad professor vid Ekonomihögskolan vid Lunds universitet. 2011 utnämndes Eklund till medlem av alliansregeringens Framtidskommission. 2013 blev han ordförande för Bokriskommittén. Han har varit ledamot i flera styrelser, bland annat Mistra och Sjätte AP-fonden. 2015 var han ordförande för S-MP-regeringens Analysgrupp för framtidens arbetsmarknad. I april 2020 blev Eklund ordförande för Stockholms Handelskammares Omstartskommission där man planerade för ekonomiska reformer till följd av coronaviruspandemin 2019–2021. År 2020 levererade han också ett förslag till en omfattande skattereform, i en rapport beställd av ESO, Expertgruppen för studier i offentlig ekonomi, en kommitté under Finansdepartementet.

### Internationella uppdrag
Internationellt har han bland annat varit ledamot av EU-kommissionens ekonomiska rådgivargrupp GEPA. 2009 ingick han också i en internationell rådgivargrupp som skrev ett förslag till klimatpolitik för Kina. 2015 blev han medlem av en särskild internationell "task force" för att komma med förslag hur finansmarknaderna kan förbättra den kinesiska miljön.

### Författarskap
Klas Eklund har publicerat över 1100 artiklar i tidningar och tidskrifter. Han har också utgivit flera böcker, bland annat en lärobok i nationalekonomi, Vår ekonomi: en introduktion till samhällsekonomin. Boken är en introduktion som används i kursverksamhet och på högskolor. Boken är den mest sålda svenska läroboken i ekonomi och är översatt till flera språk, bland annat ryska och kinesiska. Den har också utkommit i en förkortad gymnasieversion. Hans installationsföreläsning som adjungerad professor vid Ekonomihögskolan vid Lunds universitet 2009 handlade om lärdomarna från finanskrisen. Han har skrivit böcker om tillväxt, skatter och finansmarknader och medverkat i flera antologier. Hans senaste bok Din ekonomi, skriven tillsammans med Shoka Åhrman, knyter ihop analys av samhällsekonomin med råd om privatekonomi. 
2010 medverkade han i Bonniers serie biografier över svenska statsministrar med en volym om Olof Palme; Eklund hade själv arbetat som rådgivare åt Palme under 1980-talet. År 2011 publicerade Eklund Kina: den nygamla supermakten, en analys av Kinas ekonomiska och politiska utveckling. 2013 gav han ut en bok om innovationer, Ett ramverk för innovationspolitiken. 2013–2014 var Eklund ordförande för Bokriskommittén, som lade fram utredningen En fungerande bostadsmarknad - en reformagenda. Kommittén förespråkade en helhetspolitik för ökat bostadsbyggande samt ökad rörlighet på bostadsmarknaden.
Under senare år har Eklund skrivit mycket om miljö och klimat. 2009 gav han ut en bok om klimatförändringar och klimatpolitik från ekonomisk utgångspunkt, Vårt Klimat. Denna följdes 2011 upp med föreläsningen Grön kapitalism, utgiven av Ohlininstitutet. Under 2012 publicerade han en debattartikel i Dagens Nyheter om varför det kapitalistiska systemet bör reformeras i mer inkluderande och hållbar riktning mot vad han kallade "Kapitalism 4.0". 2015 gav han ut boken Tillväxt om BNP-begreppet och tillväxtens utmaningar framöver. Gemensamt för dessa och andra skrifter är en argumentation för att använda ekonomiska styrmedel för minskade utsläpp och ökad energieffektivitet.
Dessutom har han tillsammans med Karl G. Sjödin skrivit deckaren Läckan som handlar om mord och insideraffärer på finansdepartementet; boken blev sedermera en TV-serie som visades på SVT 1994.

### Familj
Klas Eklund är son till skådespelarna Bengt Eklund och Fylgia Zadig. Han är far till Sigge Eklund och Fredrik Eklund. 1992–2016 var han gift med ekonomen Pernilla Ström. Han är sedan 2017 gift med Jenny Eklund och har två bonusdöttrar.

## Utmärkelser
- H. M. Konungens medalj av 12:e storleken i högblått band (2017) för förtjänstfulla insatser som ekonom
- Ledamot av Ingenjörsvetenskapsakademien (IVA) sedan 2012[8]
- Jacob Palmstiernas stipendium för framgångsrikt ekonomiskt författarskap 2010
- Rankades av tidskriften CSR i praktiken som Sveriges mest inflytelserike rådgivare i hållbarhetsfrågor 2012